# Stylops salamancanus
Stylops salamancanus  (лат.) — вид веерокрылых насекомых рода Stylops из семейства Stylopidae. Западная Европа, Испания (Salamanca).
Паразиты пчёл видов Andrena hedikae Jaeger  (Andrena, Andrenidae). 
Вид был впервые описан в 1974 году энтомологом Луна де Карвальо  (Luna de Carvalho E.) и назван по имени местонахождения типовой серии.